# Nekrolog 1516
Nekrolog
◄◄
| ◄
| 1512
| 1513
| 1514
| 1515
| 1516 | 1517 | 1518 | 1519 | 1520 | ► | ►►
Weitere Ereignisse | Allgemeiner Nekrolog 1516
Die Beschreibung der verstorbenen Person sollte so kurz wie möglich gehalten sein und nur deren signifikante Tätigkeit(en) enthalten.
Neue Namen ggf. auch unter dem Geburts- und Sterbedatum, also etwa unter 1. Januar und im Geburts- und Sterbejahr (2024) eintragen (nur bei entsprechender großer Wichtigkeit). Für Beispiele siehe die schon vorhandenen Artikel.
Außerdem über die fünf zuletzt Verstorbenen, zu denen es einen ausreichend guten Artikel für eine Präsentation auf der Hauptseite gibt, nach der todesbedingten Überarbeitung der Artikel ggf. auch unter Wikipedia Diskussion:Hauptseite informieren und sie am besten auch in den anderen Wikipedia-Sprachversionen eintragen. Tipp: Regelmäßig bei news.google.de nach „ist tot“, „gestorben“ oder „verstorben“ suchen.
Wenn eine Person gestorben ist, gibt es viele Seiten zu dieser Person in der Wikipedia, die davon auch betroffen sind und entsprechend aktualisiert werden müssen. Beispiele: Namenübersichtsseite, Geburtsjahr, Geburtsort-Seiten und viele mehr.
Wie finde ich die betroffenen Seiten?
Im Suchfeld auf der linken Seite gibt man den Suchbegriff so ein: „Vorname Nachname“. Dann klickt man auf Volltext und alle Seiten mit entsprechendem Suchtext werden aufgerufen. Hier sieht man dann schnell, wo auch das Todesjahr Sinn macht oder sogar ein Teil des Artikels angepasst werden muss. Auch hilft das „Werkzeug“ auf der linken Seite sehr gut, um solche Seiten aufzufinden: „Links auf diese Seite“. Somit ist die Wikipedia wieder aktuell in allen Bereichen! Hinweis: bei Eintragung der Kategorie „Gestorben JAHR“ wird der Missbrauchsfilter 49 ausgelöst, was jedoch nicht schlimm ist. Siehe: Spezial:Missbrauchsfilter/49
Dies ist eine Liste von im Jahr 1516 verstorbenen bekannten Persönlichkeiten. Die Einträge erfolgen innerhalb der einzelnen Daten alphabetisch sortiert. Tiere sind im Nekrolog für Tiere zu finden.

## Januar
| Tag        | Name             | Beruf, bekannt als              | Alter | Beleg |
| ---------- | ---------------- | ------------------------------- | ----- | ----- |
| 23. Januar | Ferdinand II.    | König von Spanien und Aragonien | 63    |       |
| 26. Januar | Johann Neuhauser | bayerischer Kanzler             |       |       |

## Februar
| Tag         | Name                | Beruf, bekannt als | Alter | Beleg |
| ----------- | ------------------- | --- | ----- | ----- |
| 2. Februar  | Juan Díaz de Solís  | spanischer Seefahrer und Entdecker |       |       |
| 14. Februar | Niccolò Machiavelli | Cousin und zeitgenössischer Namensvetter des namhaften Florentiner Philosophen, Politikers, Diplomaten, Geschichtsschreibers und Dichters Niccolò Machiavelli (1469–1527) | 66    |       |
| 29. Februar | Bernat Fenollar     | valencianischer Geistlicher und Poet |       |       |

## März
| Tag      | Name                           | Beruf, bekannt als                                                                  | Alter | Beleg |
| -------- | ------------------------------ | ----------------------------------------------------------------------------------- | ----- | ----- |
| 13. März | Vladislav II.                  | König von Böhmen und Ungarn                                                         | 60    |       |
| 17. März | Giuliano di Lorenzo de’ Medici | Herzog von Nemours; Herr von Florenz                                                | 37    |       |
| 20. März | Battista Mantovano             | italienischer Dichter, Humanist und Karmilitermönch                                 | 68    |       |
| 28. März | Kunz von Lüchau                | Amtmann von Brandenburg-Kulmbach in Selb und Rehau, Amtmann der Wettiner in Schleiz |       |       |

## April
| Tag       | Name                  | Beruf, bekannt als                          | Alter | Beleg |
| --------- | --------------------- | ------------------------------------------- | ----- | ----- |
| 1. April  | Jean II. de Rohan     | französischer Aristokrat aus dem Haus Rohan | 63    |       |
| 8. April  | Hieronymus von Stauff | herzoglich bairischer Hofmeister            |       |       |
| 11. April | Ulrich Krafft         | deutscher Prediger und Rechtsgelehrter      |       |       |
| 25. April | John Yonge            | englischer Geistlicher und Diplomat         |       |       |

## Mai
| Tag     | Name         | Beruf, bekannt als                                      | Alter | Beleg |
| ------- | ------------ | ------------------------------------------------------- | ----- | ----- |
| 27. Mai | Peter Wolkow | Dompropst von Schwerin und letzter Bischof von Schwerin |       |       |

## Juni
| Tag      | Name        | Beruf, bekannt als            | Alter | Beleg |
| -------- | ----------- | ----------------------------- | ----- | ----- |
| 12. Juni | Ernst       | Fürst von Anhalt-Dessau       |       |       |
| 17. Juni | Johann III. | König von Navarra (1484–1512) |       |       |

## Juli
| Tag      | Name                       | Beruf, bekannt als                                   | Alter | Beleg |
| -------- | -------------------------- | ---------------------------------------------------- | ----- | ----- |
| 6. Juli  | Guglielmo de’ Pazzi        | Politiker und Mitglied der Florentiner Familie Pazzi | 78    |       |
| 18. Juli | Marco Vigerio della Rovere | Kardinal der Katholischen Kirche                     |       |       |
| 30. Juli | Johann V.                  | Graf von Nassau-Dillenburg                           | 60    |       |

## August
| Tag        | Name                   | Beruf, bekannt als                                                          | Alter | Beleg |
| ---------- | ---------------------- | --------------------------------------------------------------------------- | ----- | ----- |
| 7. August  | Federico Sanseverino   | italienischer Kardinal der Römischen Kirche                                 |       |       |
| 11. August | Michael Aigner         | österreichischer Zisterzienser und Abt des Stiftes Heiligenkreuz            |       |       |
| 15. August | Jacques de Croÿ        | Benediktinerpater, Kunstmäzen und Fürstbischof von Cambrai                  |       |       |
| 21. August | Johann III. von Egmond | erster Graf von Egmond, Statthalter von Holland, Seeland und West-Friesland | 78    |       |
| 23. August | Nicolaus Celer         | römisch-katholischer Theologe                                               |       |       |
| August     | Hieronymus Bosch       | niederländischer Maler und Zeichner                                         |       |       |

## September
| Tag       | Name               | Beruf, bekannt als                 | Alter | Beleg |
| --------- | ------------------ | ---------------------------------- | ----- | ----- |
| September | Jacopo da Volterra | italienischer Humanist und Bischof | 82    |       |

## November
| Tag          | Name             | Beruf, bekannt als                                 | Alter | Beleg |
| ------------ | ---------------- | -------------------------------------------------- | ----- | ----- |
| 29. November | Giovanni Bellini | italienischer Maler, Begründer der Frührenaissance |       |       |

## Dezember
| Tag          | Name                | Beruf, bekannt als                                                  | Alter | Beleg |
| ------------ | ------------------- | ------------------------------------------------------------------- | ----- | ----- |
| 4. Dezember  | Ludwig Ebmer        | Bischof von Chiemsee                                                |       |       |
| 11. Dezember | Sebastian Breuning  | Vogt von Weinsberg                                                  |       |       |
| 11. Dezember | Konrad Vaut         | Vogt von Cannstatt                                                  |       |       |
| 13. Dezember | Johannes Trithemius | Abt im Kloster Sponheim, vielseitiger Gelehrter und Humanist        | 54    |       |
| 27. Dezember | Jacques d’Amboise   | französischer Kleriker                                              |       |       |
| 29. Dezember | Johannes Butzbach   | deutscher Benediktiner und Schriftsteller, Prior des Klosters Laach |       |       |

## Datum unbekannt
| Tag | Name                        | Beruf, bekannt als                                                                | Alter | Beleg |
| --- | --------------------------- | --------------------------------------------------------------------------------- | ----- | ----- |
|     | Al-Ghuri                    | Sultan der Mamluken in Ägypten (1501–1516)                                        |       |       |
|     | Giovanni Antonio Boltraffio | italienischer Maler                                                               |       |       |
|     | Vincenzo Foppa              | italienischer Maler                                                               |       |       |
|     | Bernardino Fungai           | italienischer Maler                                                               |       |       |
|     | Giuliano da Sangallo        | italienischer Architekt und Bildhauer                                             |       |       |
|     | Johann I.                   | Graf von Rietberg (1472–1516)                                                     |       |       |
|     | Johann Kerkring             | Ratsherr der Hansestadt Lübeck                                                    |       |       |
|     | Luca Landucci               | florentinischer Spezereiwarenhändler und Schriftsteller der Renaissance           |       |       |
|     | Hermann Lilie               | deutscher Politiker, Bürgermeister von Werl                                       |       |       |
|     | Antonio Lombardo            | venezianischer Bildhauer                                                          |       |       |
|     | Konrad Pfettisheim          | Autor einer Reimchronik über die Burgunderkriege                                  |       |       |
|     | Kilian Reuter               | deutscher Humanist und Dramatiker                                                 |       |       |
|     | Jürgen Richolff der Ältere  | deutscher Buchdrucker                                                             |       |       |
|     | Biagio Rossetti             | italienischer Architekt und Stadtplaner                                           |       |       |
|     | Johannes Scheyring          | deutscher Rektor der Universität Leipzig und Domherr zu Magdeburg und Halberstadt |       |       |
|     | Ivo Strigel                 | deutscher Bildschnitzer                                                           |       |       |
|     | Hermann Vischer der Jüngere | deutscher Maler und Bildhauer                                                     |       |       |
|     | Marcus von Weida            | Leipziger Dominikaner und Kirchenschriftsteller                                   |       |       |